# Erik Samakh
Erik Samakh, né en 1959 à Saint-Georges-de-Didonne est un artiste contemporain et un enseignant des écoles nationales supérieures d'Art. 

## Œuvre
Son œuvre, reconnue internationalement depuis le milieu des années 1980, mêle nouvelles technologies et éléments naturels, notamment sonores. Elle est un dialogue constant de l'homme avec la nature où l'espace jusqu'alors dévolu au pouvoir des images devient un lieu d'écoute. Les éléments technologiques (graines de lumières, flûtes solaires...) servent à ramener l'attention sur la nature.
Un grand nombre de ses travaux ont été réalisés sur des sites naturels tels que des parcs régionaux ou des réserves géologiques (Parc naturel régional de Lorraine, Gorges de Riou, Forêt de Tijuca au Brésil, Centre international d'art et du paysage de Vassivière, etc.)
La chapelle de Bignan, édifice désaffecté, accueille en 2020 dans le cadre du festival « l’Art dans les chapelles » une installation d'Erik Samakh. Son œuvre est vandalisée et une enquête de gendarmerie ouverte.